# 大西結依
大西 結依（おおにし ゆい）は、NHK山口放送局の契約キャスター。

## 人物
大阪府高槻市出身。高槻市立松原小学校、高槻市立第六中学校、大阪府立北野高等学校、関西外国語大学卒。

## 嗜好・挿話
- 社会人1年目の5月からアナウンススクール声光塾に通う[2]。
- 趣味は、食べること、ドラマ鑑賞、裁判傍聴。好きな食べ物は、肉、寿司、スイーツ[3]。

## 現在の出演番組
- 情報維新!やまぐち - キャスター（2020年3月30日 - ）